# أياكي سوزوكي
أياكي سوزوكي (باليابانية: 鈴木 彩貴) (13 أبريل 1987 في آيتشي في اليابان – )؛ هو لاعب كرة قدم ياباني سابق كان يلعب كحارس مرمى.

## وصلات خارجية
- أياكي سوزوكي على موقع رابطة كرة القدم اليابانية للمحترفين (اليابانية)
- أياكي سوزوكي على موقع قاعدة بيانات كرة القدم.إي يو (الإنجليزية)
- أياكي سوزوكي على موقع Soccerway.com (الإنجليزية)
- أياكي سوزوكي على موقع عالم كرة القدم.نت (الإنجليزية)
- أياكي سوزوكي على موقع كووورة